# Эрсенджан
Эрсенджа́н или Эрсинджа́н (перс. ارسنجان‎) — город на юге Ирана, в провинции Фарс. Административный центр шахрестана Эрсенджан.

## География
Город находится в восточной части Фарса, в горной местности юго-восточного Загроса, на высоте 1638 метров над уровнем моря.
Эрсенджан расположен на расстоянии приблизительно 80 километров к северо-востоку от Шираза, административного центра провинции и на расстоянии 660 километров к юго-юго-востоку (SSE) от Тегерана, столицы страны.
В окрестностях города выращивают зерновые культуры, фрукты, а также опийный мак. Развито ковроткачество.

## Население
По данным переписи, на 2006 год население составляло 17 642 человека; в национальном составе преобладают представители персоязычного племени Башери (Bāṣerī), в конфессиональном — мусульмане-шииты.